# Станково (Брежице)
Станково (словен. Stankovo) — поселення в общині Брежиці, Споднєпосавський регіон, Словенія. Висота над рівнем моря: 211,4 м.